# Coupe du monde de ski alpin 1982-1983
Navigation
Édition précédente Édition suivante
La coupe du monde de ski alpin 1982-1983 commence le 5 décembre 1982 avec la descente hommes de Pontresina et se termine le 20 mars 1983 avec les slaloms hommes et femmes de Furano.
Les hommes disputent 37 épreuves : 11 descentes, 3 super-G, 7 géants, 11 slaloms et 5 combinés.
Les femmes disputent 30 épreuves : 8 descentes, 2 super-G, 7 géants, 9 slaloms et 4 combinés.
Au cours de la saison 1982-1983, il n'y a ni Jeux olympiques ni championnats du monde.

## Tableau d'honneur
| Catégorie     | Messieurs                    | Dames             |
| ------------- | ---------------------------- | ----------------- |
| Général       | Phil Mahre                   | Tamara McKinney   |
| Descente      | Franz Klammer                | Doris de Agostini |
| Géant Super G | Phil Mahre                   | Tamara McKinney   |
| Slalom        | Ingemar Stenmark Stig Strand | Erika Hess        |
| Combiné       | Phil Mahre                   | Hanni Wenzel      |

## Résumé de la saison
Phil Mahre gagne un troisième globe de cristal et rejoint ainsi son grand rival Ingemar Stenmark au palmarès de la coupe du monde de ski.
La coupe du monde 1983 tarde à se décanter.
La programmation de la première partie de la saison est très favorable aux spécialistes de la vitesse. Fin janvier, les 6 premières places du classement général sont occupées par Peter Müller, Pirmin Zurbriggen, Peter Lüscher, Harti Weirather, Conradin Cathomen et Urs Räber.
Peter Lüscher renoue avec le succès après 3 hivers anonymes marqués par un retour en coupe d'Europe en mars 1981 et une médaille d'argent en combiné à Schladming en 1982 comme unique fait de gloire.
Le vainqueur de la coupe du monde 1979 gagne coup sur coup la descente de Saint-Anton et le super-G de Garmisch et prend la tête du classement général le 9 février.
C'est le moment que choisit Phil Mahre pour prendre son envol et se détacher. Le skieur américain remporte les combinés de Kitzbühel, Saint-Anton et Kitzbühel I/Le Markstein I, puis les géants d'Aspen, Vail et Furano, et est définitivement sacré avec son succès dans le géant de Vail.
Ingemar Stenmark termine second du classement général, à distance respectable de Phil Mahre, pour la quatrième année consécutive et se console avec le globe de cristal du slalom.
Franz Klammer gagne un cinquième globe de cristal en descente. Sa victoire est acquise sur le fil lors de la dernière descente de la saison à Lake Louise, où il se classe deuxième avec 2 centièmes d'avance sur son dauphin Conradin Cathomen.
Le suisse Peter Müller remporte à Val-d'Isère le premier super-G de l'histoire de la coupe du monde de ski devant 4 compatriotes (Peter Lüscher, Pirmin Zurbriggen, Franz Heinzer et Thomas Bürgler).
Marc Girardelli gagne à Gällivare en slalom sa première victoire en coupe du monde.
Tamara McKinney devient la première américaine à remporter la coupe du monde de ski.
Les États-Unis signent avec Phil Mahre et Tamara McKinney le doublé, une performance assez rare et seulement réalisée par l'Autriche en 1969 (Karl Schranz et Gertrude Gabl) et le Liechtenstein en 1980 (Andreas et Hanni Wenzel).
La saison est très disputée et son dénouement incertain entre Tamara McKinney, Hanni Wenzel et Erika Hess.
À l'issue de la saison européenne, ces trois skieuses sont seulement séparées par 10 points.
Tamara McKinney devance Hanni Wenzel et Erika Hess grâce à une super fin de saison avec 4 victoires (géants de Waterville Valley I et II et de Vail et slalom de Furano) et une deuxième place lors des 6 dernières courses de la saison.
Irene Epple remporte à Verbier le premier super-G Femmes de l'histoire de la coupe du monde de ski.

## Système de points
Le vainqueur d'une épreuve de coupe du monde se voit attribuer 25 points pour le classement général. Les skieurs classés aux quinze premières places marquent des points.
| Place  | 1er | 2d | 3e | 4e | 5e | 6e | 7e | 8e | 9e | 10e | 11e | 12e | 13e | 14e | 15e |
| ------ | --- | -- | -- | -- | -- | -- | -- | -- | -- | --- | --- | --- | --- | --- | --- |
| Points | 25  | 20 | 15 | 12 | 11 | 10 | 9  | 8  | 7  | 6   | 5   | 4   | 3   | 2   | 1   |

## Classement général
| Rang | Nom                 | Points | Victoire(s) | Podium(s) |
| ---- | ------------------- | ------ | ----------- | --------- |
| 1    | Phil Mahre          | 285    | 6           | 12        |
| 2    | Ingemar Stenmark    | 218    | 5           | 11        |
| 3    | Andreas Wenzel      | 177    | 1           | 6         |
| 4    | Marc Girardelli     | 168    | 1           | 4         |
| 5    | Peter Lüscher       | 164    | 2           | 5         |
| 6    | Pirmin Zurbriggen   | 161    | 1           | 5         |
| 7    | Peter Müller        | 125    | 1           | 4         |
| 8    | Max Julen           | 116    | -           | 6         |
| 9    | Bojan Križaj        | 112    | 1           | 3         |
| 9    | Franz Gruber        | 112    | 1           | 2         |
| 11   | Stig Strand         | 110    | 2           | 6         |
| 12   | Steve Mahre         | 108    | 2           | 3         |
| 13   | Harti Weirather     | 102    | 1           | 2         |
| 14   | Conradin Cathomen   | 100    | 2           | 4         |
| 15   | Christian Orlainsky | 99     | -           | 3         |
| 15   | Urs Räber           | 99     | -           | 3         |
| 17   | Jacques Lüthy       | 96     | -           | 2         |
| 18   | Franz Klammer       | 95     | 1           | 5         |
| 19   | Silvano Meli        | 85     | -           | 1         |
| 20   | Hans Enn            | 84     | 1           | 3         |

| Rang | Nom                   | Points | Victoire(s) | Podium(s) |
| ---- | --------------------- | ------ | ----------- | --------- |
| 1    | Tamara McKinney       | 225    | 7           | 11        |
| 2    | Hanni Wenzel          | 193    | 2           | 9         |
| 3    | Erika Hess            | 192    | 3           | 11        |
| 4    | Elisabeth Kirchler    | 163    | 2           | 5         |
| 5    | Maria Walliser        | 135    | 2           | 5         |
| 6    | Irene Epple           | 117    | 1           | 2         |
| 7    | Cindy Nelson          | 115    | 1           | 3         |
| 8    | Olga Charvátová       | 111    | 1           | 1         |
| 9    | Maria Epple           | 109    | -           | 3         |
| 10   | Doris de Agostini     | 96     | 3           | 4         |
| 11   | Anni Kronbichler      | 93     | 1           | 2         |
| 12   | Christin Cooper       | 87     | 1           | 3         |
| 13   | Fabienne Serrat       | 86     | -           | 3         |
| 14   | Maria-Rosa Quario     | 82     | 2           | 3         |
| 15   | Michaela Gerg-Leitner | 70     | -           | 1         |
| 16   | Perrine Pelen         | 69     | -           | 2         |
| 17   | Elisabeth Chaud       | 67     | -           | 1         |
| 18   | Laurie Graham         | 66     | 1           | 1         |
| 19   | Petra Wenzel          | 65     | -           | -         |
| 20   | Anne-Flore Rey        | 63     | 1           | 1         |

## Classements de chaque discipline
Les noms en gras remportent les titres des disciplines.

### Descente
| Rang | Nom               | Points | Victoire(s) | Podium(s) |
| ---- | ----------------- | ------ | ----------- | --------- |
| 1    | Franz Klammer     | 95     | 1           | 5         |
| 2    | Conradin Cathomen | 92     | 2           | 4         |
| 3    | Harti Weirather   | 74     | 1           | 2         |
| 4    | Erwin Resch       | 73     | 1           | 2         |
| 5    | Peter Lüscher     | 72     | 1           | 2         |
| 5    | Urs Räber         | 72     | -           | 3         |
| 7    | Peter Müller      | 71     | -           | 2         |
| 8    | Ken Read          | 69     | -           | 2         |
| 9    | Todd Brooker      | 67     | 2           | 2         |
| 10   | Helmut Höflehner  | 65     | 1           | 2         |

| Rang | Nom                       | Points | Victoire(s) | Podium(s) |
| ---- | ------------------------- | ------ | ----------- | --------- |
| 1    | Doris de Agostini         | 106    | 3           | 4         |
| 2    | Maria Walliser            | 97     | 2           | 4         |
| 3    | Elisabeth Kirchler        | 76     | 1           | 3         |
| 4    | Caroline Attia            | 66     | 1           | 3         |
| 5    | Laurie Graham             | 63     | 1           | 1         |
| 6    | Elisabeth Chaud           | 50     | -           | 1         |
| 7    | Jana Gantnerová-Šoltýsová | 47     | -           | -         |
| 8    | Claudine Emonet           | 44     | -           | 1         |
| 9    | Lea Sölkner               | 40     | -           | 1         |
| 10   | Ariane Ehrat              | 39     | -           | 1         |

### Géant / Super G
| Rang | Nom               | Points | Victoire(s) | Podium(s) |
| ---- | ----------------- | ------ | ----------- | --------- |
| 1    | Phil Mahre        | 107    | 3           | 4         |
| 2    | Ingemar Stenmark  | 100    | 2           | 6         |
| 2    | Max Julen         | 100    | -           | 6         |
| 4    | Pirmin Zurbriggen | 90     | 1           | 5         |
| 5    | Hans Enn          | 83     | 1           | 3         |
| 6    | Marc Girardelli   | 52     | -           | 1         |
| 7    | Peter Lüscher     | 51     | 1           | 2         |
| 8    | Roberto Erlacher  | 50     | -           | -         |
| 8    | Jure Franko       | 50     | -           | -         |
| 10   | Jacques Lüthy     | 44     | -           | 1         |

| Rang | Nom                | Points | Victoire(s) | Podium(s) |
| ---- | ------------------ | ------ | ----------- | --------- |
| 1    | Tamara McKinney    | 120    | 4           | 6         |
| 2    | Cindy Nelson       | 83     | 1           | 3         |
| 3    | Maria Epple        | 81     | -           | 3         |
| 4    | Erika Hess         | 78     | 1           | 3         |
| 5    | Hanni Wenzel       | 77     | 1           | 3         |
| 6    | Fabienne Serrat    | 68     | -           | 2         |
| 7    | Irene Epple        | 65     | 1           | 2         |
| 8    | Anne-Flore Rey     | 64     | 1           | 1         |
| 9    | Elisabeth Kirchler | 46     | -           | -         |
| 10   | Maria Walliser     | 40     | -           | 1         |

### Slalom
| Rang | Nom                 | Points | Victoire(s) | Podium(s) |
| ---- | ------------------- | ------ | ----------- | --------- |
| 1    | Ingemar Stenmark    | 110    | 3           | 5         |
| 1    | Stig Strand         | 110    | 2           | 6         |
| 3    | Andreas Wenzel      | 92     | 1           | 4         |
| 4    | Steve Mahre         | 80     | 2           | 2         |
| 5    | Bojan Križaj        | 78     | 1           | 3         |
| 6    | Phil Mahre          | 75     | -           | 5         |
| 7    | Marc Girardelli     | 69     | 1           | 1         |
| 8    | Paolo de Chiesa     | 67     | -           | 1         |
| 9    | Franz Gruber        | 66     | 1           | 1         |
| 10   | Christian Orlainsky | 62     | -           | 1         |

| Rang | Nom                      | Points | Victoire(s) | Podium(s) |
| ---- | ------------------------ | ------ | ----------- | --------- |
| 1    | Erika Hess               | 110    | 2           | 6         |
| 2    | Tamara McKinney          | 105    | 3           | 4         |
| 3    | Maria-Rosa Quario        | 89     | 2           | 3         |
| 4    | Hanni Wenzel             | 82     | -           | 4         |
| 5    | Roswitha Steiner         | 70     | 1           | 1         |
| 6    | Anni Kronbichler         | 66     | 1           | 2         |
| 7    | Małgorzata Tlałka-Mogore | 65     | -           | 3         |
| 8    | Dorota Tlałka-Mogore     | 54     | -           | 1         |
| 9    | Petra Wenzel             | 46     | -           | -         |
| 9    | Daniela Zini             | 46     | -           | -         |

### Combiné
| Rang | Nom               | Points | Victoire(s) | Podium(s) |
| ---- | ----------------- | ------ | ----------- | --------- |
| 1    | Phil Mahre        | 75     | 3           | 3         |
| 2    | Peter Lüscher     | 52     | -           | 2         |
| 3    | Pirmin Zurbriggen | 47     | 1           | 1         |
| 3    | Marc Girardelli   | 47     | -           | 2         |
| 5    | Andreas Wenzel    | 40     | -           | 2         |
| 6    | Silvano Meli      | 29     | -           | -         |
| 7    | Peter Müller      | 27     | -           | 1         |
| 7    | Urs Räber         | 27     | -           | -         |
| 9    | Franz Heinzer     | 25     | 1           | 1         |
| 10   | Bruno Kernen      | 22     | -           | -         |

| Rang | Nom                | Points | Victoire(s) | Podium(s) |
| ---- | ------------------ | ------ | ----------- | --------- |
| 1    | Hanni Wenzel       | 52     | 1           | 2         |
| 2    | Elisabeth Kirchler | 47     | 1           | 2         |
| 3    | Irene Epple        | 40     | -           | -         |
| 4    | Erika Hess         | 35     | -           | 2         |
| 5    | Olga Charvátová    | 31     | 1           | 1         |
| 6    | Tamara McKinney    | 30     | -           | 1         |
| 7    | Sylvia Eder        | 29     | -           | 1         |
| 7    | Cindy Nelson       | 29     | -           | -         |
| 9    | Christin Cooper    | 28     | 1           | 1         |
| 10   | Heidi Wiesler      | 26     | -           | -         |

## Calendrier et résultats

### Messieurs
| Date             | Lieu                         | Épreuve     | Vainqueur              | Second               | Troisième           |
| ---------------- | ---------------------------- | ----------- | ---------------------- | -------------------- | ------------------- |
| 5 décembre 1982  | Pontresina                   | Descente    | Harti Weirather        | Franz Klammer        | Peter Müller        |
| 7 décembre 1982  | Val d'Isère                  | Super G     | Peter Müller           | Peter Lüscher        | Pirmin Zurbriggen   |
| 14 décembre 1982 | Courmayeur                   | Slalom      | Ingemar Stenmark       | Stig Strand          | Phil Mahre          |
| 19 décembre 1982 | Val Gardena                  | Descente I  | Conradin Cathomen      | Erwin Resch          | Franz Klammer       |
| 19 décembre 1982 | Val Gardena I Val d'Isère    | Combiné     | Franz Heinzer          | Peter Müller         | Peter Lüscher       |
| 20 décembre 1982 | Val Gardena                  | Descente II | Franz Klammer          | Peter Müller         | Urs Räber           |
| 21 décembre 1982 | Madonna                      | Slalom      | Stig Strand            | Ingemar Stenmark     | Phil Mahre          |
| 22 décembre 1982 | Madonna                      | Super G     | Michael Mair           | Hans Enn             | Pirmin Zurbriggen   |
| 22 décembre 1982 | Madonna                      | Combiné     | Pirmin Zurbriggen      | Christian Orlainsky  | Franz Gruber        |
| 4 janvier 1983   | Lenzerheide                  | Slalom      | Steve Mahre            | Jacques Lüthy        | Andreas Wenzel      |
| 9 janvier 1983   | Val d'Isère                  | Descente I  | Erwin Resch            | Peter Lüscher        | Conradin Cathomen   |
| 10 janvier 1983  | Val d'Isère                  | Descente II | Conradin Cathomen      | Ken Read             | Danilo Sbardellotto |
| 11 janvier 1983  | Adelboden                    | Géant       | Pirmin Zurbriggen      | Max Julen            | Jacques Lüthy       |
| 21 janvier 1983  | Kitzbühel                    | Descente I  | Bruno Kernen           | Steve Podborski      | Urs Räber           |
| 22 janvier 1983  | Kitzbühel                    | Descente II | Todd Brooker           | Urs Räber            | Ken Read            |
| 23 janvier 1983  | Kitzbühel                    | Slalom      | Ingemar Stenmark       | Christian Orlainsky  | Phil Mahre          |
| 23 janvier 1983  | Kitzbühel                    | Combiné     | Phil Mahre             | Marc Girardelli      | Peter Lüscher       |
| 28 janvier 1983  | Sarajevo                     | Descente    | Gerhard Pfaffenbichler | Steve Podborski      | Franz Klammer       |
| 29 janvier 1983  | Kranjska Gora                | Géant       | Hans Enn               | Max Julen            | Ingemar Stenmark    |
| 30 janvier 1983  | Kranjska Gora                | Slalom      | Franz Gruber           | Stig Strand          | Michel Canac        |
| 5 février 1983   | Sankt Anton Arlberg-Kandahar | Descente    | Peter Lüscher          | Silvano Meli         | Harti Weirather     |
| 6 février 1983   | Sankt Anton Arlberg-Kandahar | Slalom      | Steve Mahre            | Andreas Wenzel       | Phil Mahre          |
| 6 février 1983   | Sankt Anton Arlberg-Kandahar | Combiné     | Phil Mahre             | Andreas Wenzel       | Steve Mahre         |
| 9 février 1983   | Garmisch                     | Super G     | Peter Lüscher          | Pirmin Zurbriggen    | Hans Enn            |
| 11 février 1983  | Le Markstein                 | Slalom I    | Ingemar Stenmark       | Paolo de Chiesa      | Phil Mahre          |
| 11 février 1983  | Kitzbühel I Le Markstein     | Combiné     | Phil Mahre             | Andreas Wenzel       | Marc Girardelli     |
| 12 février 1983  | Le Markstein                 | Slalom II   | Bojan Križaj           | Bengt Fjällberg      | Christian Orlainsky |
| 13 février 1983  | Todtnau                      | Géant       | Ingemar Stenmark       | Max Julen            | Pirmin Zurbriggen   |
| 23 février 1983  | Tärnaby                      | Slalom      | Andreas Wenzel         | Stig Strand          | Bojan Križaj        |
| 26 février 1983  | Gällivare                    | Géant       | Ingemar Stenmark       | Max Julen Phil Mahre |                     |
| 27 février 1983  | Gällivare                    | Slalom      | Marc Girardelli        | Stig Strand          | Ingemar Stenmark    |
| 6 mars 1983      | Aspen                        | Descente    | Todd Brooker           | Michael Mair         | Helmut Höflehner    |
| 7 mars 1983      | Aspen                        | Géant       | Phil Mahre             | Marc Girardelli      | Ingemar Stenmark    |
| 8 mars 1983      | Vail                         | Géant       | Phil Mahre             | Ingemar Stenmark     | Max Julen           |
| 12 mars 1983     | Lake Louise                  | Descente    | Helmut Höflehner       | Franz Klammer        | Conradin Cathomen   |
| 19 mars 1983     | Furano                       | Géant       | Phil Mahre             | Max Julen            | Ingemar Stenmark    |
| 20 mars 1983     | Furano                       | Slalom      | Stig Strand            | Andreas Wenzel       | Bojan Križaj        |

### Dames
| Date             | Lieu                    | Épreuve     | Vainqueur          | Seconde                                    | Troisième                |
| ---------------- | ----------------------- | ----------- | ------------------ | ------------------------------------------ | ------------------------ |
| 7 décembre 1982  | Val d'Isère             | Descente    | Doris de Agostini  | Lea Sölkner                                | Maria Walliser           |
| 8 décembre 1982  | Val d'Isère             | Géant       | Erika Hess         | Tamara McKinney                            | Hanni Wenzel             |
| 8 décembre 1982  | Val d'Isère             | Combiné     | Elisabeth Kirchler | Tamara McKinney                            | Erika Hess               |
| 10 décembre 1982 | Limone Piemonte         | Slalom      | Tamara McKinney    | Erika Hess                                 | Hanni Wenzel             |
| 15 décembre 1982 | San Sicario             | Descente    | Caroline Attia     | Claudine Emonet                            | Heidi Wiesler            |
| 17 décembre 1982 | Piancavallo             | Slalom      | Erika Hess         | Perrine Pelen                              | Christin Cooper          |
| 17 décembre 1982 | Piancavallo San Sicario | Combiné     | Christin Cooper    | Erika Hess                                 | Hanni Wenzel             |
| 9 janvier 1983   | Verbier                 | Super G I   | Irene Epple        | Hanni Wenzel                               | Tamara McKinney          |
| 10 janvier 1983  | Verbier                 | Super G II  | Cindy Nelson       | Zoe Haas                                   | Irene Epple              |
| 11 janvier 1983  | Davos                   | Slalom      | Tamara McKinney    | Erika Hess                                 | Perrine Pelen            |
| 14 janvier 1983  | Schruns                 | Descente    | Doris de Agostini  | Elisabeth Chaud                            | Caroline Attia           |
| 16 janvier 1983  | Schruns                 | Slalom      | Anni Kronbichler   | Małgorzata Tlałka-Mogore Maria-Rosa Quario |                          |
| 21 janvier 1983  | Megève                  | Descente I  | Maria Walliser     | Maria Maricich                             | Marie-Luce Waldmeier     |
| 21 janvier 1983  | Megève I Schruns        | Combiné     | Olga Charvátová    | Sylvia Eder                                | Fabienne Serrat          |
| 22 janvier 1983  | Megève                  | Descente II | Elisabeth Kirchler | Doris de Agostini                          | Caroline Attia           |
| 23 janvier 1983  | Saint-Gervais           | Géant       | Tamara McKinney    | Christin Cooper                            | Carole Merle             |
| 29 janvier 1983  | Les Diablerets          | Descente    | Doris de Agostini  | Elisabeth Kirchler                         | Veronika Vitzthum        |
| 30 janvier 1983  | Les Diablerets          | Slalom      | Maria-Rosa Quario  | Hanni Wenzel                               | Dorota Tlałka-Mogore     |
| 31 janvier 1983  | Les Diablerets          | Combiné     | Hanni Wenzel       | Michaela Gerg-Leitner                      | Elisabeth Kirchler       |
| 5 février 1983   | Sarajevo                | Descente    | Maria Walliser     | Elisabeth Kirchler                         | Ariane Ehrat             |
| 9 février 1983   | Maribor                 | Slalom      | Erika Hess         | Hanni Wenzel                               | Anni Kronbichler         |
| 12 février 1983  | Vysoke Tatry            | Slalom      | Maria-Rosa Quario  | Erika Hess                                 | Małgorzata Tlałka-Mogore |
| 5 mars 1983      | Mont Tremblant          | Descente    | Laurie Graham      | Maria Walliser                             | Michela Figini           |
| 6 mars 1983      | Mont Tremblant          | Géant       | Anne-Flore Rey     | Maria Epple                                | Erika Hess               |
| 8 mars 1983      | Waterville Valley       | Slalom      | Roswitha Steiner   | Tamara McKinney                            | Hanni Wenzel             |
| 9 mars 1983      | Waterville Valley       | Géant       | Tamara McKinney    | Maria Epple                                | Fabienne Serrat          |
| 10 mars 1983     | Waterville Valley       | Géant       | Tamara McKinney    | Maria Epple                                | Cindy Nelson             |
| 12 mars 1983     | Vail                    | Géant       | Tamara McKinney    | Cindy Nelson                               | Erika Hess               |
| 18 mars 1983     | Furano                  | Géant       | Hanni Wenzel       | Fabienne Serrat                            | Maria Walliser           |
| 20 mars 1983     | Furano                  | Slalom      | Tamara McKinney    | Erika Hess                                 | Małgorzata Tlałka-Mogore |

## Coupe des nations
| Rang | Nom                  | Points | Victoire(s) | Podium(s) |
| ---- | -------------------- | ------ | ----------- | --------- |
| 1    | Suisse               | 1837   | 17          | 57        |
| 2    | Autriche             | 1476   | 11          | 31        |
| 3    | États-Unis           | 928    | 17          | 33        |
| 4    | France               | 764    | 2           | 18        |
| 5    | Italie               | 558    | 3           | 7         |
| 6    | Liechtenstein        | 513    | 3           | 15        |
| 7    | Suède                | 436    | 7           | 18        |
| 8    | Allemagne de l'Ouest | 418    | 1           | 7         |
| 9    | Canada               | 326    | 3           | 7         |
| 10   | Yougoslavie          | 276    | 1           | 3         |

| Rang | Nom           | Points | Victoire(s) | Podium(s) |
| ---- | ------------- | ------ | ----------- | --------- |
| 1    | Suisse        | 1183   | 9           | 34        |
| 2    | Autriche      | 921    | 7           | 20        |
| 3    | Suède         | 436    | 7           | 18        |
| 4    | États-Unis    | 408    | 8           | 15        |
| 5    | Italie        | 358    | 1           | 4         |
| 6    | Yougoslavie   | 257    | 1           | 3         |
| 7    | Liechtenstein | 211    | 1           | 6         |
| 8    | Canada        | 210    | 2           | 6         |
| 9    | Luxembourg    | 168    | 1           | 4         |
| 10   | France        | 116    | -           | 1         |

| Rang | Nom                  | Points | Victoire(s) | Podium(s) |
| ---- | -------------------- | ------ | ----------- | --------- |
| 1    | Suisse               | 654    | 8           | 23        |
| 2    | France               | 648    | 2           | 17        |
| 3    | Autriche             | 555    | 4           | 11        |
| 4    | États-Unis           | 520    | 9           | 18        |
| 5    | Allemagne de l'Ouest | 360    | 1           | 7         |
| 6    | Liechtenstein        | 302    | 2           | 9         |
| 7    | Italie               | 200    | 2           | 3         |
| 8    | Tchécoslovaquie      | 188    | 1           | 1         |
| 9    | Canada               | 116    | 1           | 1         |
| 10   | Yougoslavie          | 19     | -           | -         |

Classement final